# Hypoderma rufilabrum
Hypoderma rufilabrum är en svampart som först beskrevs av Berk. & M.A. Curtis, och fick sitt nu gällande namn av Duby 1862. Hypoderma rufilabrum ingår i släktet Hypoderma och familjen Rhytismataceae.   Inga underarter finns listade i Catalogue of Life.